# 149 Szkolna Dywizja Polowa
149 Szkolna Dywizja Polowa (niem. 149. Feldausbildungs-Division) – niemiecka dywizja szkolna z okresu II wojny światowej, powołana 12 marca 1945 na froncie zachodnim. Mimo słabego potencjału (21 marca miała tylko jedno skompletowane dowództwo pułku, trzy bataliony piechoty i pułk artylerii), w kwietniu została przydzielona do LXXXVIII Korpusu Armijnego. Zajmowała odcinek frontu do czasu poddania się III Rzeszy w maju 1945. Jednostką przez cały okres istnienia dowodził Generalleutnant Fritz Kühlwein.

## Skład
- 1301 szkolny pułk grenadierów
- 1302 szkolny pułk grenadierów
- 1303 szkolny pułk grenadierów
- 1449 dywizyjne jednostki pomocnicze